# Stefan Krook
Stefan Ewert Herman Krook (ur. 1 października 1950 w Göteborgu) – szwedzki żeglarz sportowy. Srebrny medalista olimpijski z Monachium.
Zawody w 1972 były jego jedynymi igrzyskami – zajął drugie miejsce w klasie Soling. W 1970 był mistrzem globu w tej konkurencji i brązowym medalistą światowego czempionatu w 1973.